# Macrosiphum aetheocornum
Macrosiphum aetheocornum är en insektsart som beskrevs av Smith, C.F. och Frank Hall Knowlton 1939. Macrosiphum aetheocornum ingår i släktet Macrosiphum och familjen långrörsbladlöss. Inga underarter finns listade i Catalogue of Life.